# Gulskuldrad parakit
Gulskuldrad parakit (Psephotellus chrysopterygius) är en starkt utrotningshotad papegojfågel som förekommer i Australien.

## Utseende och läten
Gulskuldrad parakit är en slank, 23–28 cm lång papegojfågel. Den vuxna hanen är övervägande turkosfärgad med svart hjässa och ett ljusgult band i pannan. På undersidan är den laxrosa på nedre delen av buken och undre stjärttäckarna med tydligt vitaktiga fjäll. Ovansidan av vingen är gråbrun med ett karakteristiskt gult axelband. Honan är mestadels matt gröngul med ett brett, gräddfärgat band på undersidan av vingen. Fågeln är mestadels tystlåten med olika tjirpande läten och mjuka visslingar.

## Utbredning och systematik
Fågeln förekommer i nordöstra Australien i det inre av södra Kap Yorkhalvön. Den behandlas som monotypisk, det vill säga att den inte delas in i några underarter.

### Släktestillhörighet
Fågeln placerades tidigare i släktet Psephotus. DNA-studier visar dock att arterna i släktet inte är varandras närmaste släktingar.

## Status
IUCN kategoriserar arten som starkt hotad.

## Bildgalleri

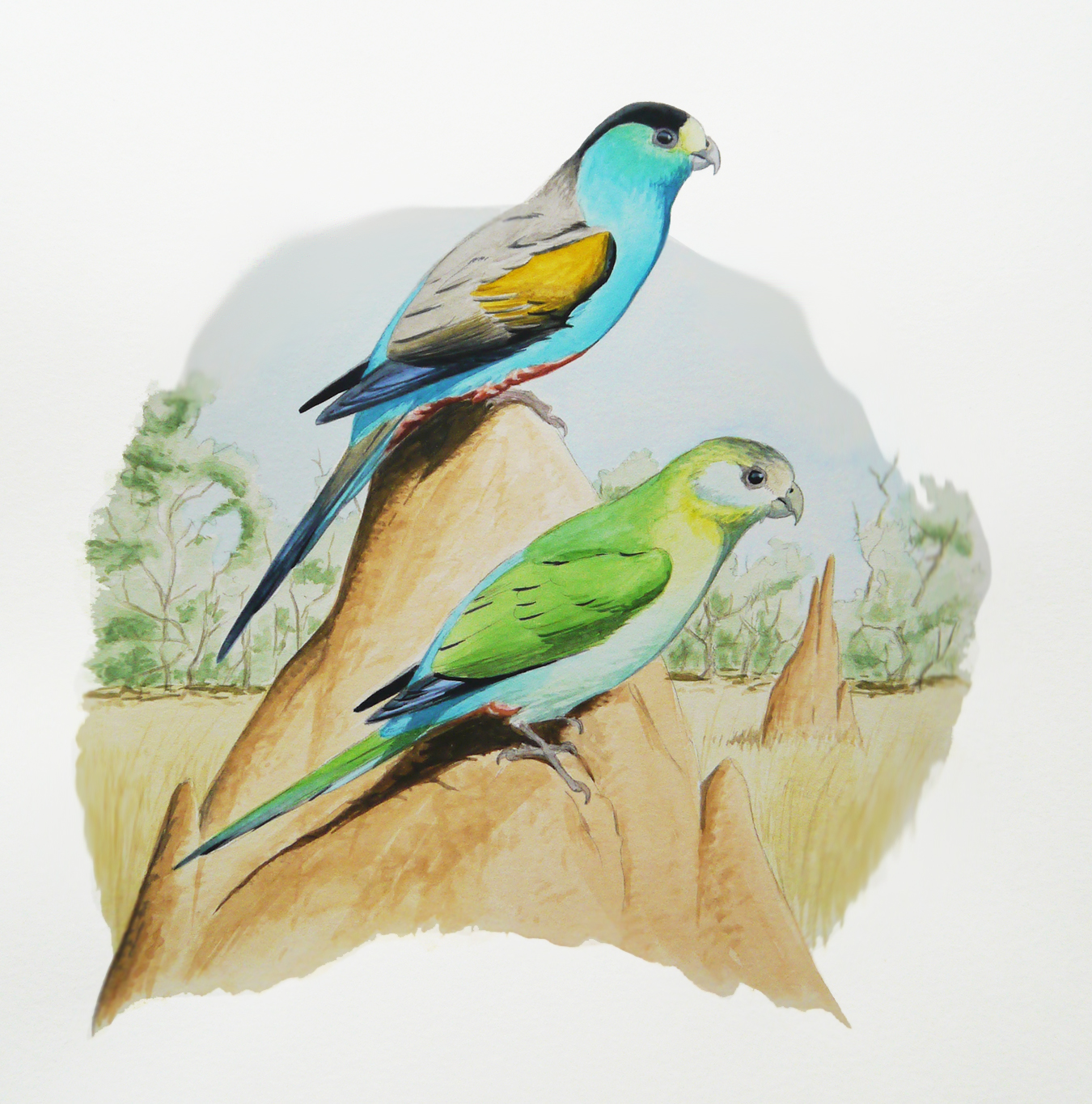
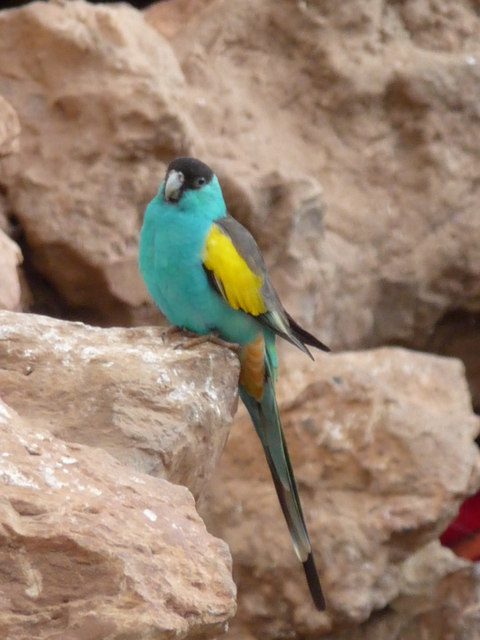
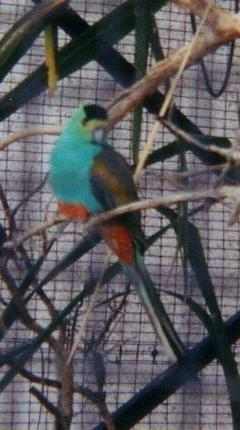
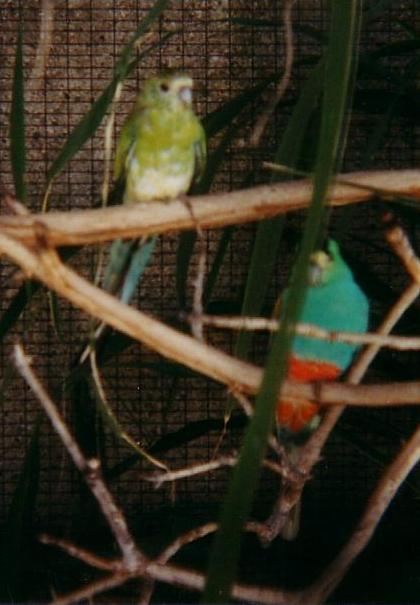